# まいんどりーむ
『まいんどりーむ〜MINDREAM〜』は、藤野もやむ（現・桑佳あさ）による日本の漫画作品。単行本は全1巻。
『ガンガンWING』（エニックス）にて、1998年7月号から12月号にかけて連載。ただし、コミックス収録の第一話は97年秋季号のデビュー作、「すとれんじどりーむ」となっている。

## あらすじ
夢の中にいる少女ミリートが、夢の出口を探すことを通じて、訪れた少年少女のトラウマを解消して行く物語。

## 登場キャラクター
ミリート
夢を渡り歩いて、夢から覚めるための「現実の扉」を探す手伝いをする。少女の姿をしているが正体は不明。人間ではないらしい。
岸辺嵐（きしべ ならせ）
大学受験を控えた受験生。交通事故にあった際の夢でミリートと出会う。勉強に対しての苦手意識が夢の中では竜の姿をとって現れた。
坂下舞子（さかした まいこ）
人見知りの少女。友達が出来ないことを気にかけており、夢の中で一角ウサギと触れ合うことで扉を見つける。
皇達也（すめらぎ たつや）
外部に対しての不満を感じており、邪魔に感ずる。夢の中で周囲の人間が居なくなった世界を見ることによって、周囲を気にかけるようになる。
和泉さやか（いずみ さやか）
サッカー部のマネージャーをしており、先輩である部員の今井に怪我をさせてしまい、レギュラーになれなくなったことを気に病む。今井とは恋仲。
ユカ
学芸会の主役となるも本番で失敗し、視線恐怖症となる。
ケン
オバケに対して恐怖心を抱いている少年。ミリートを現実世界に連れて行こうとする。
ぷしゅら
中表紙に描かれているマスコットキャラクター

## 書誌情報
- 藤野もやむ『まいんどりーむ』エニックス〈ガンガンWINGコミックス〉、1999年5月27日初版発行[3]、ISBN 4-7575-0022-X